# Neukenroth
Neukenroth ist ein Gemeindeteil von Stockheim im Landkreis Kronach (Oberfranken, Bayern).

## Geografie
Das Pfarrdorf Neukenroth liegt in der Nähe der thüringisch-bayerischen Grenze im Naturpark Frankenwald. Die Haßlach fließt durch das Dorf und trennt den östlichen Teil, im Dialekt „Beidlgries“, vom Rest des Ortes. Südlich des Ortes mündet die Grössau als linker Zufluss in die Haßlach. Im Ort sind zwei Bäume als Naturdenkmäler geschützt. Der Ort liegt an der B 85 (der sogenannten Bier- und Burgenstraße) und an der zweigleisigen Bahnstrecke (Frankenwaldbahn, Kursbuchstrecke 840), die weitgehend parallel zur Bundesstraße, im Ortsbereich deutlich westlich davon, verläuft.
Die B 85 führt nach Stockheim (2 km südlich) bzw. nach Pressig (3,7 km nordöstlich). Gemeindeverbindungsstraßen führen nach Wolfersdorf (1,7 km südlich) und nach Stockheim (1 km südlich).

## Geschichte
Der Ort wurde 1323 im Salbuch des Bischofs von Bamberg als „Neikenroda“ erstmals urkundlich erwähnt.
Neukenroth bildete mit der Hagermühle, Rittersmühle und Schirmersmühle eine Realgemeinde. Gegen Ende des 18. Jahrhunderts gab es 61 Anwesen (1 Dreiviertelgut, 11 Halbgüter, 2 Dreiachtelgüter, 21 Viertelgüter, 8 Achtelgüter, 2 Sölden, 1 Tropfsölde, 1 Wirtshaus, 11 Tropfhäuser, 1 Mahlmühle, 2 Schneidmühlen). Das Hochgericht übte das bambergische Centamt Kronach aus. Die Dorf- und Gemeindeherrschaft sowie die Grundherrschaft über alle Anwesen hatte das bambergische Amt Fürth am Berg. Neben den Anwesen gab es eine Pfarrkirche, einen Pfarrhof, ein Schulhaus, ein Gemeindehirtenhaus,  eine Gemeindeschmiede und ein Gemeindebräuhaus.
Neukenroth ging durch den Reichsdeputationshauptschluss im Jahr 1803 in den Besitz des Kurfürstentums Bayern über. Mit dem Ersten Gemeindeedikt wurde 1808 der Steuerdistrikt Neukenroth gebildet, zu dem Hagermühle, Rittersmühle und Schirmersmühle gehörten. Mit dem Zweiten Gemeindeedikt entstand 1818 die Ruralgemeinde Neukenroth, die deckungsgleich mit dem Steuerdistrikt war. Sie war in Verwaltung und Gerichtsbarkeit dem Landgericht Teuschnitz zugeordnet und in der Finanzverwaltung dem Rentamt Rothenkirchen. 1837 wurde Neukenroth dem Landgericht Kronach und dem Rentamt Kronach (1919 in Finanzamt Kronach umbenannt) überwiesen. Ab 1862 gehörte Neukenroth zum Bezirksamt Kronach (1939 in Landkreis Kronach umbenannt). Die Gerichtsbarkeit blieb beim Landgericht Kronach (1879 in das Amtsgericht Kronach umgewandelt). Die Gemeinde hatte eine Fläche von 6,556 km².
Bei einem Großbrand am 3. Dezember 1906 wurden das Schulgebäude, das Theaterhaus und sieben Scheunen mit deren Nebengebäuden zerstört. Das Feuer drohte auf die in unmittelbarer Nähe stehende Pfarrkirche St. Katharina überzugreifen, was durch die Freiwillige Feuerwehr des Ortes und die Wehren der umliegenden Gemeinden sowie der Stadt Kronach verhindert werden konnte. Ausgelöst wurde das Feuer durch die Brandstiftung zweier junger Männer, denen zuvor der kostenlose Zugang zum Dorftheater verwehrt worden war; beide wurden später zu mehrjährigen Haftstrafen verurteilt. Die Sandsteine des abgebrannten Schulhauses wurden zur Errichtung des Leichenhauses verwendet, die Neukenrother Schüler wurden bis zur Fertigstellung eines neuen Schulhauses in zwei Gastwirtschaften des Ortes unterrichtet.
Am 1. Januar 1975 wurde Neukenroth im Zuge der Gebietsreform in Bayern in Stockheim eingegliedert.
In Neukenroth fand am 19. Mai 2007 der zweite Bundesparteitag der Piratenpartei statt.

### Baudenkmäler
In der Bayerischen Denkmalliste sind 16 Baudenkmäler aufgeführt, unter anderem:
- Katholische Pfarrkirche St. Katharina
- eine Wegkapelle
- ein Bildstock
- ein Kreuzschlepper
- ein Pfarrhaus

Tilmann Breuer listete in dem Buch Landkreis Kronach 16 Kunstdenkmale auf, unter anderem:
- 6 Wohnstallhäuser, 1 Wohnhaus, 1 ehemaliges Austragshaus, 1 ehemalige Mühle, 1 Nebengebäude[11]

### Einwohnerentwicklung

#### Gemeinde Neukenroth
| Jahr      | 1840   | 1852   | 1855   | 1861   | 1867   | 1871   | 1875   | 1880   | 1885   | 1890   | 1895   | 1900   | 1905   | 1910   | 1919   | 1925   | 1933   | 1939   | 1946   | 1950   | 1952   | 1961  | 1970   |
| Einwohner | 496    | 494    | 511    | 517    | 573    | 630    | 646    | 708    | 716    | 654    | 647    | 687    | 798    | 823    | 740    | 697    | 700    | 735    | 990    | 1062   | 1031   | 963   | 961    |
| Häuser    |        |        |        |        |        | 79     |        |        | 98     | 84     |        | 94     |        |        |        | 103    |        |        |        | 130    |        | 154   |        |
| Quelle    | [ 13 ] | [ 13 ] | [ 13 ] | [ 14 ] | [ 15 ] | [ 16 ] | [ 17 ] | [ 18 ] | [ 19 ] | [ 20 ] | [ 13 ] | [ 21 ] | [ 13 ] | [ 22 ] | [ 13 ] | [ 23 ] | [ 13 ] | [ 13 ] | [ 13 ] | [ 24 ] | [ 13 ] | [ 7 ] | [ 25 ] |

#### Ort Neukenroth
| Jahr      | 001818 | 001861 | 001871 | 001885 | 001900 | 001925 | 001950 | 001961 | 001970 | 001987 |
| Einwohner | 364    | 459    | 603    | 692    | 667    | 680    | 1049   | 950    | 956    | 943    |
| Häuser    | 69     |        |        | 94     | 90     | 100    | 129    | 153    |        | 252    |
| Quelle    | [ 6 ]  | [ 14 ] | [ 16 ] | [ 19 ] | [ 21 ] | [ 23 ] | [ 24 ] | [ 7 ]  | [ 25 ] | [ 26 ] |

## Religion
Der Ort ist römisch-katholisch geprägt und Sitz der Pfarrei St. Katharina. Die Protestanten sind nach Burggrub gepfarrt.

## Persönlichkeiten
- Johann Baptist Hofmann, deutscher Altphilologe und Sprachwissenschaftler